# 狮子坪乡
狮子坪乡，是中华人民共和国河南省三門峽市卢氏县下辖的一个乡镇级行政单位。

## 行政区划
狮子坪乡下辖以下地区：
狮子坪村、山岔村、杨庄村、花园寺村、黄柏沟村、下庄科村、东沟村、前庄村、毛河村、颜子河村和柳树湾村。